# CAMP受体蛋白
[[Category:位於{{{Chromosome}}}號人類染色體的基因]]
cAMP受体蛋白（英語：cAMP receptor protein，CRP）有时也称为代謝產物活化蛋白（英語：catabolite activator protein，CAP）是一种细菌中的调控蛋白。